# Carpanthea
Carpanthea je biljni rod iz porodice čupavica, smješten u tribus Apatesieae, dio potporodice Ruschioideae. Priznata je samo jedna vrsta, C. pomeridiana, sukulentna jednogodišnja raslinja, endem iz južnoafričkih provincija Western Cape i Northern Cape.
Carpanthea calendulacea (Haw.) L.Bolus, vodi se kao sinonim za C. pomeridiana.
- C. pomeridiana
- C. pomeridiana
- C. pomeridiana
- C. pomeridiana

## Sinonimi
- Macrocaulon N.E.Br.; Gard. Chronicle 12 (1927)